# جائزة ألمانيا الكبرى للدراجات النارية 1991
جائزة ألمانيا الكبرى للدراجات النارية 1991 هو سباق دراجات نارية أقيم بتاريخ 26 مايو 1991 في حلبة هوكنهايم. كان الجولة السادسة من أصل 15 في سباق الجائزة الكبرى للدراجات النارية موسم 1991. فاز الأمريكي كيفن شوانتز بفئة 500 سي سي بينما جاء الأمريكي وين ريني في المركز الثاني وحصل على المركز الثالث الأسترالي ميك دوهان.

## وصلات خارجية
- الموقع الرسمي